# Перихорисис
Перихо́рисис или перихо́ресис, или перихо́резис, или перихо́реза (др.-греч. περιχώρησις — «взаимопроникновение») — богословский термин, означающие взаимное проникновение частей друг в друга. В качестве частей могут быть: в триадологии — ипостаси, в христологии — природы или действия (энергии) природ. При этом термин перихоресис не означает смешение или слияние двух частей, а лишь всегда означает нераздельное и неразлучное соединение одной и другой части.

## Этимология
др.-греч. Περιχώρησις происходит от глагола др.-греч. περι-χωρέω — «обходить кругом, совершать обход», который в свою очередь состоит из приставки др.-греч. περι-, со значением: «около, вокруг, кругом»  и корня др.-греч. χωρέω — «идти, продвигаться, направляться».

## История термина

### В греческом богословии
Наиболее ранее употребление термина в форме глагола у Григория Богослова в «Первом послании к пресвитеру Кледонию, против Аполлинария»: „Христос вселяется в сердца наши (Еф. 3:17), относится не к видимому, но к умосозерцаемому в Боге, потому что соединяются как естества, так и наименования, и переходят (др.-греч. περιχωρουσῶν) одно в другое по закону теснейшего соединения“.
Максим Исповедник в сочинении «Диспут с Пирром» этот термин употребляет в форме существительного: „но новый и неизреченный образ проявления природных действий Христовых, в соответствии с неизреченным образом взаимопроникновения (греч. περιχώρησις) друг в друга Христовых природ“.
Если Григорий и Максим применяли термин для христологии, и благодаря ему первый объяснял соединение естеств и обосновывал взаимозамену или взаимоперемещение именований (др.-греч. αντιμεθίστασις των ιδιωμάτων), а второй объяснял взаимозамену природных энергий (действий); то Иоанн Дамаскин в сочинении «Точное изложение Православной Веры» термин употребляет как для христологии, так и для триадологии. Иоанн, благодаря этому термину, объясняет  взаимопроникновение ипостасей друг в друга и единосущие Троицы, например, он пишет в 14 главе этой книги: „Ипостаси пребывают и обитают одна в другой; ибо они и неотлучны, и неудалимы одна от другой, неслитно вмещаясь (др.-греч. περιχώρησιν) одна в другой, но не так, чтобы они смешивались или сливались, но так, что они одна в другой находятся“.

Термин встречается в богословии свт. Григория Паламы:
"21. Однако, помимо двух вышеназванных соединений Триипостасного Божества, существует и взаимное пребывание ипостасей друг в друге и перихорисис, так как Они целиком и постоянно и нерасторжимо охвачены друг другом, так что и энергия трех ипостасей – едина. Не так, как у людей, где действие троих будет похожим, но, - поскольку каждый действует сам по себе, - особым. Не так, стало быть, но поистине одна и та же [у Них энергия], поскольку одно движение божественной воли, производимое от непосредственно предшествующей причины Отца и через Сына ниспосылаемое и во Святом Духе проявляемое." [Свт. Григорий Палама. О Божественном соединении и разделении, 21]
"(…) и веруем и проповедуем, что сущие Друг в Друге вмещаются Друг в Друга без смешения и не ближе относятся Каждое к Самому Себе, чем Друг ко Другу. Если же к Самому Себе Каждое относится непротиворечиво и непосредственно (ибо как иначе?), то как Они будут опосредованно относиться Друг к Другу? Когда же изыскиваем причину этого неизреченного и превышающего всякий ум [Их] отношения Друг ко Другу и выступающей за пределы [разумения] сращенности, и непостижимого взаимопроникновения, то сразу находим и проповедуем Отца, зная Его Самого Единением, Его Самого Союзом, Его Самого и Отцом и Изводителем и Содержателем Рожденного и Изведенного, и таким образом полагаем Его Их Серединой и Началом." [Свт. Григорий Палама. Второе слово об исхождении Святого Духа, 26]
"Поскольку Отец, Сын и Святой Дух неслиянно и несмешанно находятся друг в друге, постольку мы точно знаем, что у Них - одна энергия и одно движение". [Свт. Григорий Палама. Сто пятьдесят глав, 113]
Но ещё ранее в области триадологии изложение этого учения можно видеть и у свт. Григория Богослова:
(...) каждое из Них, по тождеству сущности и силы, имеет такое же единство с соединенным, как и с самим Собою. Таково понятие этого единства, насколько мы его постигаем." [Свт. Григорий Богослов. Слово 31]

### В русском языке
Термин достаточно новый в русском языке и малоупотребительный. В догматических учебниках и богословских словарях до XX века он не встречается.  Возможно, одним из первых его в орфографии «перихорисис» стал использовать в 1888 году И. А. Орлов в диссертации «Труды св. Максима Исповедника по раскрытию догматического учения о двух волях во Христе». Начиная с XX века термин появляется у нескольких авторов. В этой же орфографии термин использовали С. Н. Булгаков в книге 1936 года «Утешитель. О Богочеловечестве», А. В. Карташёв в 1963 году, В. М. Лурье , а также Г. Н. Начинкин, в переведённой им книге И. Ф. Мейендорфа. Начиная с 70-х годов XX века термин стали использовать в других орфографиях: В. Н. Лосский — «перихореза»; А. В. Кураев — «перихорезис» и «перихоресис»; С. С. Хоружий — «перихорезис» и «перихорисис»; Иларион (Алфеев), О. В. Давыденков, Рафаил (Карелин)  — «перихорезис».